# Rowosari (Limpung)
Rowosari is een bestuurslaag in het regentschap Batang van de provincie Midden-Java, Indonesië. Rowosari telt 2078 inwoners (volkstelling 2010).